# Euriphene lesbonax
Euriphene lesbonax är en fjärilsart som beskrevs av William Chapman Hewitson 1864. Euriphene lesbonax ingår i släktet Euriphene och familjen praktfjärilar. Inga underarter finns listade i Catalogue of Life.

## Bildgalleri

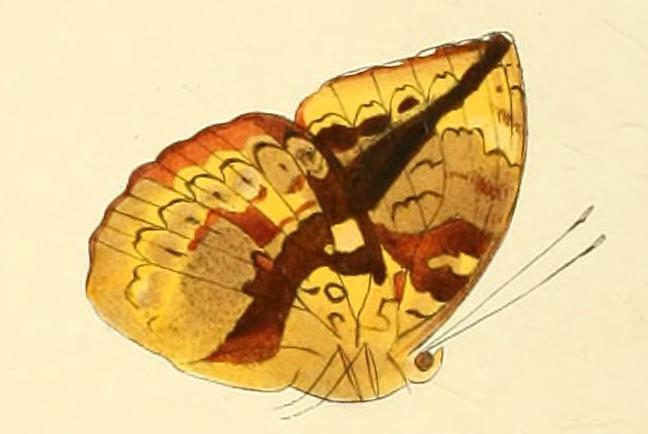
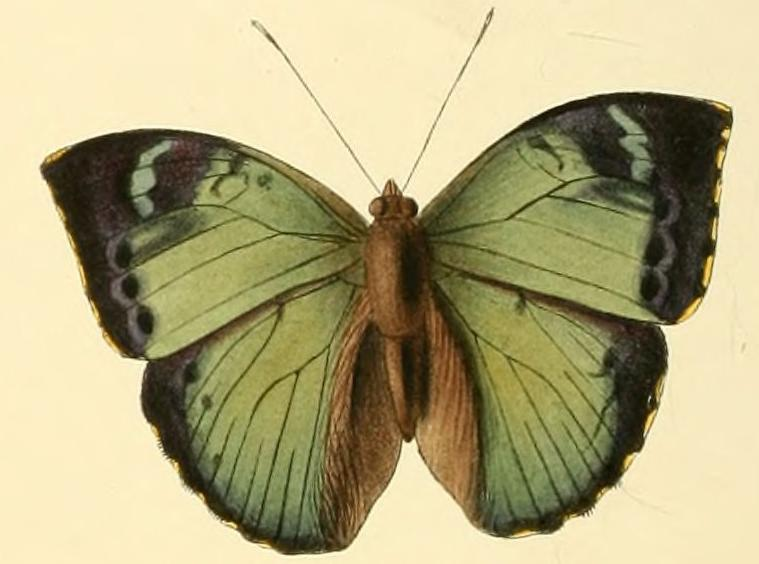
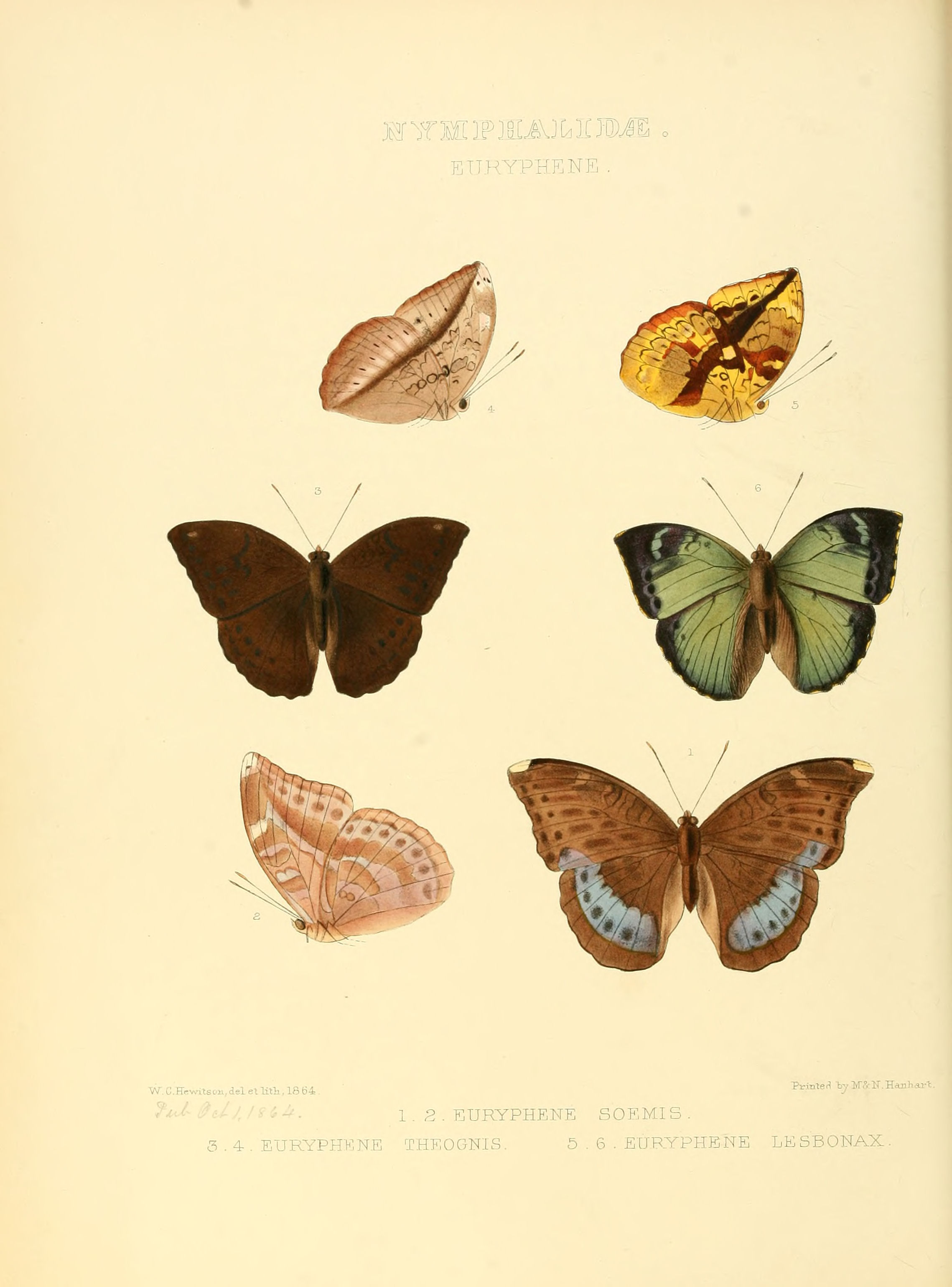